# Авдотьевка (Новоюльевский сельский совет)
Авдо́тьевка (укр. Авдо́тівка) — село,
Новоюльевский сельский совет,
Софиевский район,
Днепропетровская область,
Украина.
Код КОАТУУ — 1225285502. Население по переписи 2017 года составляло 332 человека.

## Географическое положение
Село Авдотьевка находится на расстоянии в 1,5 км от сёл Трудолюбовка и Водяное (Криворожский район).
По селу протекает пересыхающий ручей с запрудой.
Через село проходит автомобильная дорога Н-11.